# Hollywood Bowl

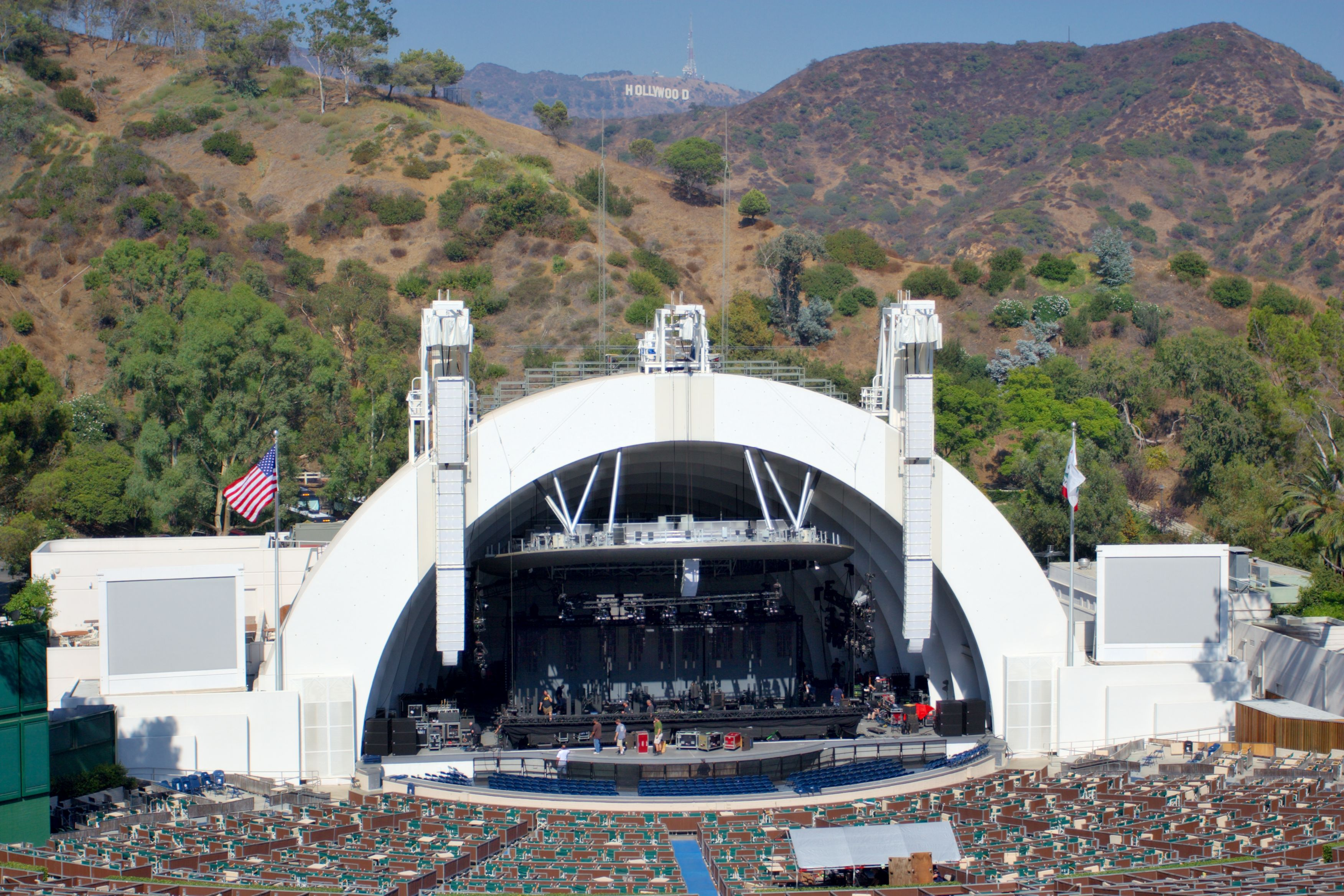
Hollywood Bowl w 2005 roku

Hollywood Bowl – amfiteatr znajdujący się w Los Angeles, w stanie Kalifornia, w Stanach Zjednoczonych. Używany przede wszystkim jako scena koncertowa. Widownia mieści 17 376 widzów.  Najbardziej charakterystycznym elementem budowli jest muszla koncertowa, za którą jest widoczny znak Hollywood Sign umieszczony w górach Santa Monica.
Hollywood Bowl jest siedzibą orkiestry Hollywood Bowl Orchestra, latem gości Los Angeles Philharmonic (Orkiestrę Filharmoniczną Los Angeles). Właścicielem obiektu jest hrabstwo Los Angeles.

## Historia
Hollywood Bowl zostało oficjalnie otwarte 11 lipca 1922 roku. W 1929 roku powstała muszla koncertowa, która stała do 2003 roku. Zastąpiła ją nowa, większa i ulepszona akustycznie konstrukcja oddana do użytku w 2005 roku. Dwukrotnie koncertował w niej Jimi Hendrix, drugi koncert odbył się (14 września 1968).
Obiekt Hollywood Bowl pojawiał się w filmach kinowych i telewizyjnych.